# Egone scotaea
Egone scotaea är en fjärilsart som beskrevs av Turner 1902. Egone scotaea ingår i släktet Egone och familjen nattflyn. Inga underarter finns listade i Catalogue of Life.